# I Walked with a Zombie
I Walked with a Zombie é um filme americano de 1943 do gênero "Horror" dirigido por Jacques Tourneur. Foi o segundo filme do gênero do produtor Val Lewton para a RKO Pictures; o primeiro foi o bem-sucedido Cat People de 1942, também dirigido por Tourneur. O filme foi editado por Mark Robson, que mais tarde dirigiria The Seventh Victim e The Ghost Ship para o mesmo produtor.
Em 2007, Stylus Magazine o escolheu como o quinto melhor filme de zumbis de todos os tempos.

## Elenco
- Tom Conway...Paul Holland
- Frances Dee...Betsy Connell
- James Ellison...Wesley Rand
- Edith Barrett...Senhora Rand
- Christine Gordon...Jessica Holland

## Sinopse
Betsy Connell é uma enfermeira canadense que narra a história do filme. Ela foi contratada para cuidar de Jessica Holland, esposa de Paul Holland, proprietário de um engenho de açúcar na ilha caribenha de São Sebastião. A população do lugar é majoritariamente formada de descendentes de escravos africanos. Os poucos brancos são médicos e policiais. Betsy vai até Forte Holland, e conhece o meio-irmão de Paul, Wesley Rand. Durante a noite ela ouve uma mulher chorando e ao sair do quarto ela encontra Jessica Holland, que caminha pela torre da casa como um fantasma em uma camisola branca. Ela se assusta e acha que a mulher sofre de alguma enfermidade mental.
O choro era de Alma (Theresa Harris), uma servente descendente de africanos que acabara de ter um bebê. Paul explica que os nativos tinham o costume de chorarem quando um bebê nascia e festejarem nos velórios, lembrando de quando eram escravos e levavam uma vida de sofrimentos.
Na manhã seguinte Betsy conversa com o médico de Jessica, Dr. Maxwell (James Bell), que explica que a doença de Jessica foi causada por uma intensa febre tropical que destruiu parte de sua medula.
Em seu dia de folga, Betsy vai a cidade e se encontra com Wesley Rand. Ela ouve uma canção de Calipso (tocada por Sir Lancelot) cuja letra fala do caso de Jessica e Wesley. Quando Weslei adormece bêbado, a mãe dele, Senhora Rand, aparece e ajuda a levá-lo para casa. 
Durante o jantar, os irmãos e Betsy ouvem os tambores de um ritual vodu. Betsy sugere ao médico tentar um choque de insulina em Jessica, mas isso não causa efeito. Então ela resolve levar a sua paciente até o houmfort, o lugar onde os nativos assistem ao vodu, pois Alma lhe dissera que uma mulher que tinha uma condição similar a de Jessica, conseguira ser curada pelos deuses dos nativos.